# Église Saint-Romain de Blaye
Ne doit pas être confondu avec Basilique Saint-Romain de Blaye.
Pour les articles homonymes, voir Église Saint-Romain.
L’église Saint-Romain de Blaye est l'église paroissiale de la ville de Blaye, dans le département de la Gironde. Édifiée au XVIIe siècle afin de remplacer l'ancienne basilique Saint-Romain, elle forme un ensemble de style classique.

## Historique
L'église Saint-Romain succède à l'ancienne basilique après la destruction de cette dernière au XVIIe siècle. Les plans du nouveau sanctuaire sont confiés à l'architecte de la Citadelle Pierre Michel Duplessy, les travaux débutant en 1667 pour s'achever en 1684. Cet édifice de style classique, dont le plan est en croix latine, est précédé d'une façade néo renaissance réalisée par l'architecte Berluzeau, façade dont l'ordonnancement de pilastres est couronné par un fronton triangulaire. 
Les baies de l'église s'ornent de vitraux réalisés en 1890 par le maître-verrier Dagrant. Parmi les œuvres d'art que recèle l'église se trouvent un Christ en bois du XVIIe siècle, une chaire en acajou et plusieurs tableaux représentant la Sainte Famille, Moïse et Saint Romain de Blaye.
Les grandes orgues ont été réalisées par l'organier Gaston Maille. Cet instrument comportant 17 jeux, achevé en 1890, se distingue par un buffet de style néo-classique en bois de chêne. Restauré en 1957, puis en 1995, il est aujourd'hui inscrit à l'inventaire supplémentaire des monuments historiques.